# Orange Polska
A Orange Polska é a filial polaca da empresa trans-nacional Orange. É formalmente conhecida por PTK Centertel. É a patrocinadora oficial da Liga de Futebol Polaca, que carrega seu nome (Orange Ekstraklasa).
Essa filial foi fundada em Dezembro de 1991. Lançou a tecnologia GSM Idea, terceira tecnologia GSM do país, em 1998, operando em 900 e 1800-MHz. Até 2001, quando a tecnologia analógica ainda era utilizada, a empresa era conhecida como Idea Centertel. Seu slogan era Łączy Cię z ludźmi (Conecta Você com as pessoas). 
Idea adotou o nome Orange em 2005, no entanto a empresa continuou formalmente conhecida por PTK Centertel. Junto com sua parceira Telekomunikacja Polska S.A., é controlada pela Orange S.A.. A companhia bancou um concerto em Varsóvia do cantor britânico Sting em 24 de Setembro de 2005 para 150.000 clientes.
A Orange Polska adquiriu seu cliente de número 10 milhões no final de Fevereiro de 2006.